# 龍乗院
龍乗院（りゅうじょういん）は、高知県高知市の比島山麓にある天台宗の仏教寺院。山号は一乗山。一乗山大中寺龍乗院と号する。

## 歴史
本尊は元三大師。開基は山内一豊で、一豊の土佐国拝領に同行した常陸国出身の日讃永厳を開山として、安土桃山時代の慶長6年（1601年）、潮江村（現・高知市内）に創建された。創建時は土佐国内唯一の天台宗寺院であった。次代の山内忠義からも帰依を受け、「日讃寺」とも称されて、慶長17年8月には寺内の竹木や石の無断採取を禁じた制札が与えられた。
江戸時代初期の寛文9年（1669年）に土佐藩主山内豊昌により現在地に移された。
明治元年（1868年）に国清寺と静林寺を統合して現在に至る。

## 伽藍
- 本堂
- 庫裡
- 山門 - 高知市中島町（現・高野寺）にあった板垣退助生家の門を、明治42年（1909年）に移築[3]。

## 文化財
- 絹本著色普賢延命像 - 国の重要文化財（昭和43年4月25日指定）、鎌倉時代作、縦107cm、横56cm
- 薬師三尊 - 李朝王家伝来

## 札所
- 土佐西国霊場第4番札所

## 行事
- 厄除星除除災開運祈祷会（2月4日）
- 涅槃会（2月15日）

## 交通アクセス
- 高知駅からとさでん交通「比島アパート前」バス停下車、徒歩5分